# Andy Lonergan
Andrew Michael „Andy“ Lonergan (* 19. Oktober 1983 in Preston) ist ein englischer Fußballtorwart. Nach elf Profijahren bei seinem Heimatklub Preston North End verdingte er sich bei mehreren unterklassigen englischen Vereinen, bevor er im fortgeschrittenen Fußballeralter als Ersatztorhüter in der Premier League beim FC Liverpool, West Bromwich Albion und dem FC Everton unter Vertrag stand.

## Karriere
Lonergans Profikarriere begann im Jahr 2000 bei seinem Heimatklub Preston North End. Dort hatte er zuvor die Jugendakademie besucht und bei dem damaligen Zweitligisten absolvierte er am 22. April 2001 gegen den FC Watford (3:2) sein erstes Pflichtmeisterschaftsspiel. Nach Leihgeschäften zwischen 2002 und 2006 beim FC Darlington, FC Blackpool, den Wycombe Wanderers und Swindon Town war er ab der Saison 2007/08 Stammtorhüter des Klubs. Er absolvierte bis Juli 2011 über 200 Pflichtspiele für Preston in der zweithöchsten englischen Spielklasse, wobei er mit seinem Torerfolg per weitem Abschlag im Oktober 2004 gegen Leicester City größere Bekanntheit erlangte.
Der Preston-Zeit schloss sich für Lonergan ein Jahr beim Zweitligakonkurrenten Leeds United an, bevor er im Juli 2012 zu den Bolton Wanderers weiterzog, die ebenfalls in der Football League Championship spielten. Dort verbrachte er drei Jahre und war in seiner dritten Saison Stammtorhüter. Daraufhin wechselte er zur Spielzeit 2015/16 nach London zum FC Fulham sowie im Jahr darauf zu den Wolverhampton Wanderers (allesamt ebenfalls zweitklassige Klubs in England). Ab seiner Zeit in Wolverhampton sowie in den nunmehr folgenden Jahren fungierte Lonergan primär als Ersatztorhüter für den Ex-Klub aus Leeds und später beim FC Middlesbrough und AFC Rochdale.
Im Juli 2019 eröffnete sich ihm überraschend die Gelegenheit zum Wechsel zum englischen Spitzenklub FC Liverpool – als erfahrener Ersatzmann hinter Alisson und Adrián sowie an der Seite des jungen Nachwuchsmanns Caoimhin Kelleher. In der Meisterschaftssaison 2019/20 saß Lonergan zweimal auf Reservebank konnte dadurch mit Liverpool die englische Meisterschaft gewinnen. Ein Spieler erhält dort jedoch erst ab 5 Einsätzen eine offizielle Siegermedaille. Zudem war er Teil des Kaders, der die Klub-Weltmeisterschaft 2019 gewann. Nach dem Saisonende verließ er ohne Einsatz den Verein.
Die folgenden Stationen waren – erneut als „Backup“ für die jeweiligen Stammtorhüter – ab Dezember 2020 der Zweitligist Stoke City sowie ab Januar 2021 für ein halbes Jahr der Premier-League-Abstiegsaspirant West Bromwich Albion. Von Sommer 2021 bis Sommer 2024 stand er beim FC Everton, blieb in den drei Jahren aber ohne Pflichtspieleinsatz. Seit Sommer 2024 ist er Ersatztorhüter beim Drittligisten Wigan Athletic und fungiert zugleich als Torwarttrainer des Klubs.

## Erfolge
- Klub-Weltmeister: 2019 (ohne Einsatz)